# Пятиугольная пирамида
Пятиуго́льная пирами́да — пирамида, имеющая пятиугольное основание.
Составлена из 6 граней: 5 треугольников и 1 пятиугольника. Имеет 10 рёбер и 6 вершин.
Если основание пятиугольной пирамиды — правильный пятиугольник, а боковые грани — равнобедренные треугольники, пирамида является правильной и имеет группу симметрии C5v.

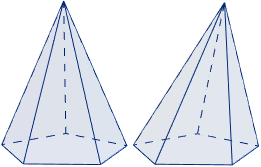
Правильная (слева) и неправильная (справа) пятиугольные пирамиды

## Многогранник Джонсона
Если основание пятиугольной пирамиды — правильный пятиугольник, а боковые грани — равносторонние треугольники, пирамида является одним из многогранников Джонсона (J2, по Залгаллеру — М3).
Если рёбра такой пирамиды имеют длину {\displaystyle a}, её площадь поверхности и объём выражаются как
{\displaystyle S={\frac {1}{4}}\left(5{\sqrt {3}}+{\sqrt {25+10{\sqrt {5}}}}\right)a^{2}\approx 3{,}8855409a^{2},}
{\displaystyle V={\frac {1}{24}}\left(5+{\sqrt {5}}\right)a^{3}\approx 0{,}3015028a^{3}.}
Высота пирамиды при этом будет равна
{\displaystyle H={\sqrt {\frac {5-{\sqrt {5}}}{10}}}\;a\approx 0{,}5257311a,}
радиус описанной сферы (проходящей через все вершины многогранника) —
{\displaystyle R={\frac {1}{4}}{\sqrt {10+2{\sqrt {5}}}}\;a\approx 0{,}9510565a,}
радиус полувписанной сферы (касающейся всех рёбер в их серединах) —
{\displaystyle \rho ={\frac {1}{4}}\left(1+{\sqrt {5}}\right)a\approx 0{,}8090170a,}
радиус вписанной сферы (касающейся всех граней) —
{\displaystyle r={\frac {1}{40}}\left(3+{\sqrt {5}}\right)\left(5{\sqrt {3}}-{\sqrt {25+10{\sqrt {5}}}}\right)a\approx 0{,}2327883a.}